# 高配向性熱分解グラファイト
高配向性熱分解グラファイト（こうはいこうせいねつぶんかいグラファイト、英: Highly oriented pyrolytic graphite, HOPG）は、高純度で配向のよい人造黒鉛を指す。モザイク広がりが小さいこと、つまり個々のグラファイト微結晶の向きが互いによく一致していることが特徴である。最高品質の HOPG 試料のモザイク広がり角は 1° を下回る。X線光学においてはモノクロメーターとして使用される他、走査型プローブ顕微鏡に基板として、および拡大率校正用に用いられる。
英語では “highly ordered pyrolytic graphite” と呼ばれることもあるが、IUPAC は “highly oriented” がより望ましいとしている。

## 合成
HOPG の生産法は通常の熱分解グラファイトのそれに基いているが、基底面方向に引張応力をかける点がことなる。これによりグラファイト結晶の配向性が向上し、層間距離も自然の黒鉛で見られるものに近付く。この、黒鉛の「応力再結晶」は L.C.F. Blackman と Alfred Ubbelohde により、1962年に初めて説明された。
HOPG の各微結晶の直径は、典型的には 1–10 µm 程度である。